# Тростянец (Сребнянская поселковая община)
Тростянец (укр. Тростянець) — село в Прилукском районе Черниговской области Украины. Население 38 человек. Занимает площадь 0,356 км². Расположено на реке Тростянец.
Код КОАТУУ: 7425183003. Почтовый индекс: 17331. Телефонный код: +380 4639.

## Власть
Орган местного самоуправления — Сребнянская поселковая община. Почтовый адрес: 17300, Черниговская обл., Прилукский р-н, п. Сребное, ул. Мира, 43а.